# Живковић Коса
Живковић Коса је насељено место на Кордуну, у саставу општине Војнић, Карловачка жупанија, Република Хрватска.

## Географија
Налази се око 5 км северно од Војнића.

## Историја
Живковић Коса се од распада Југославије до августа 1995. године налазила у Републици Српској Крајини.

## Становништво
Живковић Коса је према попису из 2011. године имала 119 становника.

### Број становника по пописима
| Националност   | 2001. | 1991. | 1981. | 1971. | 1961. | 1953. | 1948. | 1931. | 1921. | 1910. | 1900. | 1890. | 1880. | 1869. | 1857. |
| бр. становника | 164   | 202   | 206   | 214   | 226   | 240   | 225   | 313   | 236   | 266   | 277   | 282   | 231   | 228   | 216   |

- напомене:

До 1971. исказивано под именом Живковић-Коса.

### Национални састав
| Националност       | 2001.       | 1991.        | 1981.        | 1971.        | 1961.        |
| Хрвати             | 89 (54,26%) | 5 (2,47%)    | 5 (2,42%)    | 0            | 7 (3,09%)    |
| Срби               | 74 (45,12%) | 177 (87,62%) | 189 (91,74%) | 213 (99,53%) | 218 (96,46%) |
| Југословени        | 0           | 9 (4,45%)    | 12 (5,82%)   | 0            | 0            |
| остали и непознато | 1 (0,60%)   | 11 (5,44%)   | 0            | 1 (0,46%)    | 1 (0,44%)    |
| Укупно             | 164         | 202          | 206          | 214          | 226          |